# Vlag van Libanon

Vlag van Libanon (ratio 2:3)

Oorspronkelijke ontwerp voor de huidige vlag, 1943-1990

De vlag van Libanon bestaat uit drie horizontale banden, waarvan de middelste breder is dan elk van de andere twee; deze middelste band is wit en toont een groene Libanonceder; de andere twee banden zijn rood.
De huidige Libanese vlag werd aangenomen vlak voor de onafhankelijkheid van Frankrijk in 1943. Op zoek naar onafhankelijkheid werd de huidige vlag voor het eerst getekend door parlementslid Henri Pharaon in het huis van de Kamer van Afgevaardigden Saeb Salam in Mousaitbeh door de afgevaardigden van het Libanese parlement. De vlag werd aangenomen op 7 december 1943, tijdens een vergadering in het parlement waar artikel 5 van de Libanese grondwet werd gewijzigd. Het ontwerp werd in 1990 gestandaardiseerd met een volledig groene cederboom.
De ceder staat voor geluk en voorspoed voor het land. Daarnaast staan de kleuren rood en wit officieel voor het bloed dat werd vergoten in de strijd om de onafhankelijkheid en voor de puurheid. Het is echter waarschijnlijker dat de rode kleur is afgeleid van de kleur van de uniformen van het Libanese legioen tijdens de Tweede Wereldoorlog.
De vlag is ontworpen met het oog op de neutraliteit, zodat deze niet verbonden kon worden met een van Libanons religieuze groeperingen. De ceder voldoet aan deze eis, want al in de oudheid was de ceder symbool voor dit gebied. In 1861, toen Libanon tot het Ottomaanse Rijk behoorde, verscheen de boom voor het eerst op een Libanese vlag. Toen na het uiteenvallen van dit rijk Frankrijk het gebied als mandaatgebied verkreeg, werd de ceder vaak op de witte baan van de Tricolore gezet.
De rood-wit-rode banden en de ceder staan ook op het wapenschild van Libanon.

## Historische vlaggen
Er zijn beweringen dat de Feniciërs in 1000 voor Christus een verticaal verdeelde blauwe en rode vlag gebruikten, maar deze zijn niet onderbouwd.
Een van de oudste vlaggen op het grondgebied van het huidige Libanon was waarschijnlijk de witte vlag van de Omajjaden. Deze werd gevolgd door de zwarte vlag van het Kalifaat van de Abbasiden (750 tot 1258). Het Shihab-dynastie voerde een blauwe vlag met een witte halve maan (1697 tot 1842).
In 1920 kreeg Frankrijk het mandaat van de Volkenbond over Libanon, dat het sinds 1919 had bezet. Aanvankelijk werd mogelijk voor het hele mandaatgebied (inclusief Syrië) een vlag gebruikt die overeenkwam met het emiraat Chehab met de Franse driekleur in de kanton. Al in augustus kreeg het mandaatgebied "Groot-Libanon" echter een eigen vlag. De Libanese grondwet die op 23 mei 1926 werd aangenomen, bevestigde dit in artikel 5: "De Libanese vlag is blauw, wit en rood met een ceder in het witte gedeelte". Deze ceder was gedefinieerd als uniform groen, maar werd door vlaggenfabrikanten vaak ook in bruin en groen afgebeeld, wat ook gebruikelijk is in de huidige vlag, die de oude vlag in 1943 verving.

Kalifaat van de Omajjaden, 660 tot 750
Kalifaat van de Abbasiden, 750 tot 1258
Shihab-dynastie, 1697 tot 1842
Vlag van het Ottomaanse Rijk
Libanese vlag na het uiteenvallen van het Ottomaanse Rijk in 1918
Frans mandaat, juli tot augustus 1920
Groot-Libanon, 1920 tot 1943